# وایت سیگنال (نیومکزیکو)
وایت سیگنال (به انگلیسی: White Signal) یک منطقهٔ مسکونی در ایالات متحده آمریکا است که در نیومکزیکو واقع شده‌است. وایت سیگنال ۱۸۱ نفر جمعیت دارد و ۱٬۸۲۲٫۱۲ متر بالاتر از سطح دریا واقع شده‌است.